# Дубовце
Дубовце (слч. Dubovce) насељено је мјесто са административним статусом сеоске општине (слч. obec) у округу Скалица, у Трнавском крају, Словачка Република.

## Становништво
| Година:    | 1994. | 2004.   | 2014.   | 2024.   |
| ---------- | ----- | ------- | ------- | ------- |
| Број људи: | 655   | 675     | 639     | 623     |
| Разлика:   |       | +3,05 % | -5,33 % | -2,50 % |

| Година:    | 2023. | 2024.   |
| ---------- | ----- | ------- |
| Број људи: | 621   | 623     |
| Разлика:   |       | +0,32 % |

Према подацима о броју становника из 2024. године насеље је имало 623 становника.